# زبان اشاره کردی
زبان اشاره کردی زبان اشاره‌ای است که توسط ناشنوایان و کم شنوایان در کردستان عراق استفاده می‌شود. این زبان با زبان اشاره عراقی ارتباطی ندارد.